# توتال دایرکت انرژی
توتال دایرکت انرژی (انگلیسی: Total Direct Énergie) شرکت برق و توزیع گاز فرانسوی است، که‌ در سال ۲۰۰۳ توسط شرکت توتال تأسیس شد.